# Karel VII van Zweden
Karel VII (Karel Sverkersson) (?, 1130 - Visingsö, 12 april 1167) was van 1160 tot zijn dood koning van Zweden. Hij was een zoon van Sverker I en zijn vrouw Ulvhild Håkonsdotter.
In 1163 huwde Karel Sverkersson met Christina (een dochter van de adellijke Stig Hvide uit Skåne en zijn vrouw Margareta, zuster van koning Waldemar I van Denemarken). Uit dit huwelijk werd hun zoon Sverker (II) Karlsson geboren.
Waarschijnlijk nam hij al in 1155 de koningstitel van zijn vader in Götaland over. Nadat hij in 1161 in de slag bij Örebro tegen de toenmalige regent van Svealand, de Deense vorst Magnus Henriksson, zegevierde en deze ook ombracht, werd hij ook koning over dit deel van Zweden.
Gedurende Karel Sverkerssons regeerperiode verkreeg Zweden zijn eerste aartsbisschop, in 1164. De Zweedse kerk kon zich nu geheel zelfstandig opstellen tegenover de Deense aartsbisschop in Lund. Deze kerkpolitieke vooruitgang was hoogstwaarschijnlijk een verdienste van de monnik Stefan van het klooster Alvastra. Hij en de Jarl Ulf werden naar de paus gezonden, waarop volgde dat Stefan van Alvastra tot de eerste aartsbisschop van Zweden werd benoemd.
In het voorjaar van 1167 werd Karel Sverkersson op het eiland Visingsö (gelegen in het Vättermeer) door Knoet Eriksson overvallen en gedood. Hij werd begraven in het klooster van Alvastra.
Volgens Russische bronnen zou Karel Sverkersson ook een kruistocht naar Rusland hebben ondernomen, maar het kan bij deze aanname ook een Finse heerser betreffen.